# Rede Nacional de Extensão
A Rede Nacional de Extensão (RENEX) é uma rede nacional de universidades criada em 1987durante o I Encontro Nacional de Pró-Reitores de Extensão das Universidades Públicas Brasileiras. A RENEX mantém cadastro atualizado das IES integrantes, divulga ações extensionistas universitárias e coordena o Sistema Nacional de Informações de Extensão, SIEX/Brasil, banco de dados sobre as práticas de extensão no País.

## IES Filiadas
Segue a listagem das Instituições de Ensino Superior que integram a RENEX, ordenadas por estado:

### Acre
- UFAC - Universidade Federal do Acre

### Alagoas
- UFAL - Universidade Federal de Alagoas
- UNCISAL - Universidade Estadual de Ciências da Saúde de Alagoas
- CEFET-AL - Centro Federal de Educação Tecnológica de Alagoas
- CEFET-AL Marechal Deodoro - Centro Federal de Educação Tecnológica de Alagoas
- UNEAL - Universidade Estadual de Alagoas
- EAFS - Escola Agrotécnica Federal de Satuba
- EAFJ - Escola Agrotécnica Federal de Junqueiro

### Amapá
- UNIFAP - Universidade Federal do Amapá
- UEAP - Universidade Estadual do Amapá

### Amazonas
- UFAM - Universidade Federal do Amazonas
- UEA - Universidade do Estado do Amazonas

### Bahia
- UESB - Universidade Estadual do Sudoeste da Bahia
- UEFS - Universidade Estadual de Feira de Santana
- UESC - Universidade Estadual de Santa Cruz
- UFBA - Universidade Federal da Bahia
- UNEB - Universidade do Estado da Bahia
- UFRB - Universidade Federal do Recôncavo da Bahia

### Ceará
- UECE - Universidade Estadual do Ceará
- UFC - Universidade Federal do Ceará
- UVA/CE - Universidade Estadual Vale do Acaraú
- URCA - Universidade Regional do Cariri

### Distrito Federal
- UnB - Universidade de Brasília

### Espírito Santo
- UFES - Universidade Federal do Espírito Santo

### Goiás
- UEG - Universidade Estadual de Goiás
- UFG - Universidade Federal de Goiás

### Maranhão
- UFMA - Universidade Federal do Maranhão
- UEMA - Universidade Estadual do Maranhão
- IFMA - Instituto Federal do Maranhão

### Mato Grosso
- UFMT - Universidade Federal de Mato Grosso
- UNEMAT - Universidade do Estado de Mato Grosso

### Mato Grosso do Sul
- FUFMS - Fundação Universidade Federal de Mato Grosso do Sul
- UEMS - Universidade Estadual de Mato Grosso do Sul
- UFGD - Universidade Federal da Grande Dourados

### Minas Gerais
- UFSJ - Universidade Federal de São João Del-Rei
- UEMG - Universidade do Estado de Minas Gerais
- Unifal-MG - Universidade Federal de Alfenas
- UNIFEI - Universidade Federal de Itajubá
- UFJF - Universidade Federal de Juiz de Fora
- UFLA - Universidade Federal de Lavras
- UFMG - Universidade Federal de Minas Gerais
- UFOP - Universidade Federal de Ouro Preto
- UFU - Universidade Federal de Uberlândia
- UFV - Universidade Federal de Viçosa
- UFTM - Universidade Federal do Triângulo Mineiro
- UFVJM - Universidade Federal dos Vales do Jequitinhonha e Mucuri
- UNIMONTES - Universidade Estadual de Montes Claros
- CEFET-MG - Centro Federal de Educação Tecnológica de Minas Gerais
- IFMG - Instituto Federal de Minas Gerais

### Pará
- UEPA - Universidade do Estado do Pará
- UFPA - Universidade Federal do Pará
- UFRA - Universidade Federal Rural da Amazônia

### Paraíba
- UEPB - Universidade Estadual da Paraíba
- UFPB - Universidade Federal da Paraíba
- UFCG - Universidade Federal de Campina Grande
- IFPB - Instituto Federal da Paraíba

### Paraná
- UTFPR - Universidade Tecnológica Federal do Paraná
- UEL - Universidade Estadual de Londrina
- UEM - Universidade Estadual de Maringá
- UENP - Universidade Estadual do Norte do Paraná
- UEPG - Universidade Estadual de Ponta Grossa
- UFPR - Universidade Federal do Paraná
- UNIOESTE - Universidade Estadual do Oeste do Paraná
- UNICENTRO - Universidade Estadual do Centro-Oeste

### Pernambuco
- UFPE - Universidade Federal de Pernambuco
- UFRPE - Universidade Federal Rural de Pernambuco
- UPE - Universidade de Pernambuco
- UNIVASF - Universidade Federal do Vale do São Francisco

### Piauí
- UESPI - Universidade Estadual do Piauí
- UFPI - Universidade Federal do Piauí

### Rio de Janeiro
- UNIRIO - Universidade Federal do Estado do Rio de Janeiro
- UENF - Universidade Estadual Norte Fluminense Darcy Ribeiro
- UERJ - Universidade do Estado do Rio de Janeiro
- UFF - Universidade Federal Fluminense
- UFRJ - Universidade Federal do Rio de Janeiro
- UFRRJ - Universidade Federal Rural do Rio de Janeiro
- CEFET-RJ - Centro Federal de Educação Tecnológica
- CEFET-CAMPOS - Centro Federal de Educação Tecnológica

### Rio Grande do Norte
- UERN - Universidade do Estado do Rio Grande do Norte
- UFRN - Universidade Federal do Rio Grande do Norte
- UFERSA - Universidade Federal Rural do Semi-Árido

### Rio Grande do Sul
- IFRS - Instituto Federal do Rio Grande do Sul
- IFSul - Instituto Federal Sul-rio-grandense
- UERGS - Universidade Estadual do Rio Grande do Sul
- FURG - Fundação Universidade Federal do Rio Grande
- UFPEL - Universidade Federal de Pelotas
- UFRGS - Universidade Federal do Rio Grande do Sul
- UFSM - Universidade Federal de Santa Maria
- UFCSPA - Universidade Federal de Ciências da Saúde de Porto Alegre
- UNIPAMPA - Universidade Federal do Pampa

### Rondônia
- UNIR - Fundação Universidade Federal de Rondônia

### Roraima
- UFRR - Universidade Federal de Roraima

### Santa Catarina
- UDESC - Universidade do Estado de Santa Catarina
- UFFS - Universidade Federal da Fronteira Sul
- UFSC - Universidade Federal de Santa Catarina

### São Paulo
- UFABC - Universidade Federal do ABC
- USP - Universidade de São Paulo
- UNITAU - Universidade de Taubaté
- UNICAMP - Universidade Estadual de Campinas
- UNESP - Universidade Estadual Paulista Júlio de Mesquita Filho
- UFSCar - Universidade Federal de São Carlos
- UNIFESP - Universidade Federal de São Paulo

### Sergipe
- UFS - Universidade Federal de Sergipe

### Tocantins
- UNITINS - Fundação Universidade do Tocantins
- UFT - Universidade Federal do Tocantins